# D. C. Thomson & Co.
D. C. Thomson & Co. Ltd es una compañía editorial establecida en Dundee, Escocia, conocida sobre todo por producir The Dundee Courier, The Evening Telegraph, The Sunday Post, Oor Wullie, The Broons, The Beano, The Dandy y los cómics de Commando. También posee Friends Reunited, Parragon, y el Aberdeen Journals Group que pública Press and Journal, el Evening Express, el Aberdeen Citizen y la edición para el norte de Escocia de ScotAds. Históricamente fue una antigua accionista de la compañía de ITV Southern Television.

## Trayectoria
La compañía comenzó como una división del negocio de la familia cuando William Thomson se convirtió en el único propietario de Charles Alexander & Co., editores del Dundee Courier and Daily Argus. En 1884, David Coupar Thomson se hizo cargo del negocio editorial, y estableció DC Thomson en 1905. La empresa floreció, y tomó su lugar como la tercera J de las "Tres Js", el resumen tradicional de la industria de Dundee (jam, jute and journalism; en castellano, mermelada, yute y periodismo). Thomson se caracterizó por su conservadurismo, oponiéndose vigorosamente a la introducción de los sindicatos en su plantilla, y por rechazar el empleo de católicos.
A pesar de que las principales oficinas se localizan actualmente en Kingsway, fuera del centro de la ciudad de Dundee, el Edificio Courier en Meadowside se ha mantenido como sede central de la compañía. Este edificio de 1902 fue diseñado para asemejarse a un bloque de oficinas de acero reformado y piedra roja estadounidense. Cuando en 1960 se añadió una torre, el arquitecto T Lindsay Grey respetó este estilo.
En junio de 2010, 350 puestos de trabajo se volvieron innecesarios debido al cierre de West Ward Printworks in Dundee, junto con una sección de Kingsway Print Plant.En marzo de 2011, empleaba alrededor de 1.700 trabajadores.
La empresa produce anualmente más de 200 millones de cómics, revistass y periódicoss desde sus oficinas en Dundee, Glasgow, Manchester y Londres.

## Publicaciones
DC Thomson publica los siguientes títulos:
- Sunday Post
- The Courier
- The Evening Telegraph
- My Weekly
- The Scots Magazine
- The Beano
- The Dandy
- Commando
- Jackie
- Shout
- Animals and You